# بطال
عبدالله بَطّال از جنگجویان نامدار دوره اموی بود که در چندین لشکرکشی به روم شرقی شرکت داشت. لقب بطال در عربی به معنای دلیر و پهلوان است.
داستان عربی پرماجرا و عاشقانه سیرة ذی الهِمَّة والبَطّال و داستان ترکی بطّال‌نامه دربارهٔ اوست. او شخصیتی نیمه افسانه‌ای دارد و از او به عنوان نام‌آورترین جنگجوی مسلمان یاد می‌کنند.
پس از فتح ملطیه در ۴۹۵، به دست امیر دانشمند، ترکان، بطال را به حماسه‌های خود وارد کردند و قهرمانان ملی خود را از اخلاف بطال افسانه‌ای شمردند.

## جنگ‌ها
نخستین‌بار در جریان جنگ بابیزانس از او نام برده شده‌است. در این جنگ که به فرماندهی مسلمة بن عبدالملک بود، بطال فرماندهی طلایه‌داران سپاه که ده هزار نفر بودند را بر عهده داشت. او در این جنگ توانست منطقه را برای بازرگانان و کشاورزان امن کند. بطال همچنین در سال ۱۱۳ قمری در لشکرکشی به بیزانس همراه با عبد الوهاب بن بُخت حضور داشت. در جنگ معاویه بن هشام با رومیان نیز بطال حضور داشت. در این جنگ کنستانتین، فرمانده رومی، اسیر شد. بطال در آخرین جنگ خود با بیزانس در کنار ملک بن شبیب، فرمانده سپاه، حضور داشت. او در این جنگ کشته شد. در خصوص تاریخ مرگ او اختلاف وجود دارد و تاریخ مرگش را از سال ۱۰۷ تا ۱۲۳ قمری نقل کرده‌اند. وی در محل مرگش که اکنون به سید غازی معروف است دفن شد.